# 锑唑
锑唑（英語：Stibole），又称锑杂茂、锑杂环戊二烯，是一种理论上存在的杂环化合物，这是一种五元环状化合物，化学式为C4H4SbH。它属于金属唑。它可以看做吡咯中氮原子被锑原子所取代的产物。它带有取代基的衍生物已经成功制得。

## 反应
它的取代衍生物，例如2,5-二甲基-1-苯基-1H-锑唑，可由1,1-二丁基-2,5-二甲基锡唑和二氯苯基䏲反应制得。锑唑衍生物可用于制备类似于二茂铁的夹心配合物。首先由苯基取代锑上氢原子的锑唑衍生物与金属锂在四氢呋喃中反应生成有机锂试剂，然后该活泼试剂与氨、氯化亚铁反应得到产物二(锑唑基)铁（此处未具体表示环上取代基）。锑唑衍生物也能以类似的方法，先制成有机锂试剂，然后与五羰基溴锰反应，脱去两分子一氧化碳，生成三羰基锑唑基合锰。
由结构相似的苯并二锆唑衍生物与二氯苯基䏲反应可制得相应的苯并二锑唑衍生物：